# Karra Elejalde
Carlos Elejalde Garay (Vitoria-Gasteiz, 10 de outubro de 1960) é um ator espanhol. Ganhou o Prêmio Goya de melhor ator coadjuvante em duas oportunidades, pelo seu papel nos filmes También la lluvia e Ocho apellidos vascos.